# Rogue River
Rogue River è una città degli Stati Uniti d'America situata nell'Oregon, nella Contea di Jackson.